# 内染司
内染司（ないせんし）は律令制において宮内省に属する機関の一つである。和訓は「うちそめもののつかさ」。

## 職掌
内染司は天皇・皇后に供御する糸・布・織物類の染色をつかさどった。染色のための官奴婢が配属されていた。大同3年1月20日（808年）に行われた官司の統廃合により、中務省所属の縫殿寮に統合される（『日本後紀』の当該部分は一部失われているが、『官職秘抄』などに記されている）。延喜式には縫殿寮に内染司の機能を継承したとみられる「御服染作所（ごふくそめつくりどころ）」が設置され、染師の後身と見られる染手6名が配属されている。

## 職員
- 正（従六位上相当）一名
- 佑（正八位下相当）一名
- 令史（少初位下相当）一名
- 染師二名
- 使部六名
- 直丁一名